# Manifest (sèrie de televisió)
Manifest és una sèrie de televisió estatunidenca, creada per Jeff Rake, estrenada el 24 de setembre de 2018 a la NBC. La sèrie se centra en els passatgers i la tripulació d'un vol comercial que reapareixen després d'haver estat considerats morts durant més de cinc anys. És protagonitzada per Melissa Roxburgh, Josh Dallas, Athena Karkanis, J. R. Ramirez, Parveen Kaur i Luna Blaise. El 18 d'octubre de 2018 es va anunciar que la NBC havia demanar la producció de tres capítols més de la sèrie, allargant la primera temporada fins als 16 episodis.

## Argument
El vol 828 de la companyia Montego Air entre Jamaica i Nova York pateix unes turbolencies sobtades molt fortes. Quan aterren, els passatgers i la tripulació descobreixen, de part de la NSA, que han transcorregut cinc anys i mig des que van enlairar-se, temps durant el qual han estat considerats morts. Mentre es reintegren a la societat actual, els passatgers comencen a afrontar que les seves vides i els seus éssers estimats ja no són com eren abans, a més d'experimentar al·lucinacions i sentir veus que els guien.

## Repartiment

### Principal
- Melissa Roxburgh com Michaela Stone
- Josh Dallas com Ben Stone
- Athena Karkanis com Grace Stone
- J. R. Ramirez com Jared Vasquez
- Luna Blaise com Olive Stone
- Jack Messina com Cal Stone
- Parveen Kaur com Saanvi Bahl

### Recorrent
- Frank Deal com Bill Daily
- Curtiss Cook com Radd
- Rich Topol com Harvey
- Julienne Hanzelka Kim com Kelly Taylor
- Daryl Edwards com Robert Vance
- Alfredo Narciso com el capità Riojas
- Mugga com Bethany

### Convidats
- Joel de la Fuente com Brian Cardoso
- Jim True-Frost com Dave Hynes
- Onata Aprile com Hallie Pyler
- Victoria Cartagena com Lourdes
- Brandon J. Dirden com el detectiu Donovan
- Joe Urla com Patrick Taylor
- Sean Kaufman com Kevin
- Simone Elizabeth Bart com Evie
- Andrew Sensenig com Glen
- Adriane Lenox com Beverly
- James Hiroyuki Liao
- Olli Haaskivi com Isaiah
- Sheldon Best com Thomas
- Daniel Sunjata com Danny

## Producció

### Desenvolupament
El 23 d'agost de 2017 es va anunciar que la NBC s'havia compromès a estudiar un capítol pilot de la sèrie. Aquest episodi va ser escrit per Jeff Rake, que era el productor executiu juntament amb Robert Zemeckis i Jack Rapke. Jackie Levine havia de ser el productor coexecutiu. Les empreses que van produir el pilot van ser Compari Entertainment i Warner Bros. Television. El 23 de gener de 2018 es va publicar que la NBC havia acceptat el pilot de la sèrie. Una setmana més tard es va anunciar que David Frankel dirigiria i produiria aquest episodi. El 18 de maig d'aquell any es va anunciar que la NBC havia ordenat la producció de tretze episodis. Pocs dies més tatrd es va publicar que la sèrie s'estrenaria a finals del 2018, concretament els dilluns a les 22:00. El 19 de juny es va anunciar que la sèrie s'estrenaria oficialment el 24 de setembre de 2018. Finalment, el 18 d'octubre es va anunciar que la NBC havia sol·licitat la producció de tres episodis addicionals, allargant la sèrie fins als setze episodis.

### Càsting
El febrer de 2018 es va anunciar que Josh Dallas, Melissa Roxburgh i J. R. Ramirez s'havien incorporat al repartiment principal del primer episodi. El març següent, es va publicar que Athena Karkanis, Parveen Kaur i Luna Blaise havien esat seleccionades per interpretar personatges principals.